# 擬定經草
擬定經草（学名：Hedyotis brachypoda）为茜草科耳草屬下的一个种。

## 扩展阅读
- 維基物種上的相關：擬定經草